# Bismarckbrücke (Berlin)
Die Bismarckbrücke im Berliner Ortsteil Grunewald dient als Überquerung einer Rinne zwischen Herthasee und Hubertussee. Als die Brücke 1891 erbaut wurde, war Reichskanzler Otto von Bismarck Namensgeber. Heute steht die Brücke unter Denkmalschutz. Sie liegt nahe dem Bismarckplatz.

## Bauweise
Die Bismarckbrücke ist als Stahlbalkenkonstruktion erbaut, die von neobarocken gemauerten Hausteinbögen getragen wird.

## Gestaltung
Die Gestaltung der Bismarckbrücke wurde von dem Bildhauer Max Klein übernommen.
Die Brückenköpfe werden von vier Sphinxen flankiert, die auf steinernen Postamenten liegen. Die Figuren sind aus Sandstein. Zusätzlich sind auf der Brüstung der Brücke vier Obeliske und neobarocke Vasen angebracht.

## Geschichte
Den Zweiten Weltkrieg überstanden die Brücke sowie die Skulpturen ohne größere Schäden.

## Galerie

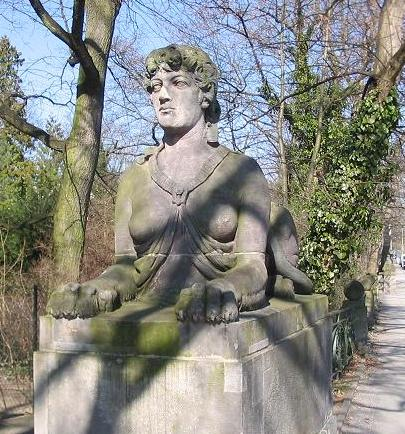
Eine der vier monumentalen Sphingen von Max Klein
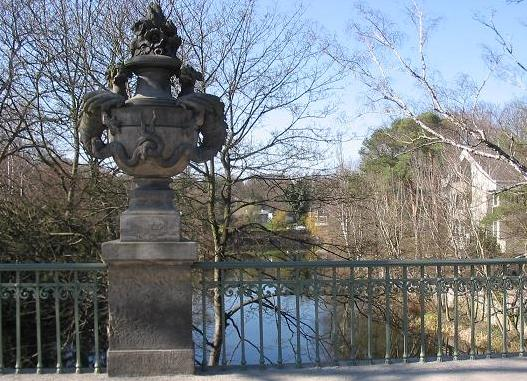
Prunkvolle Vase auf dem Brückengeländer
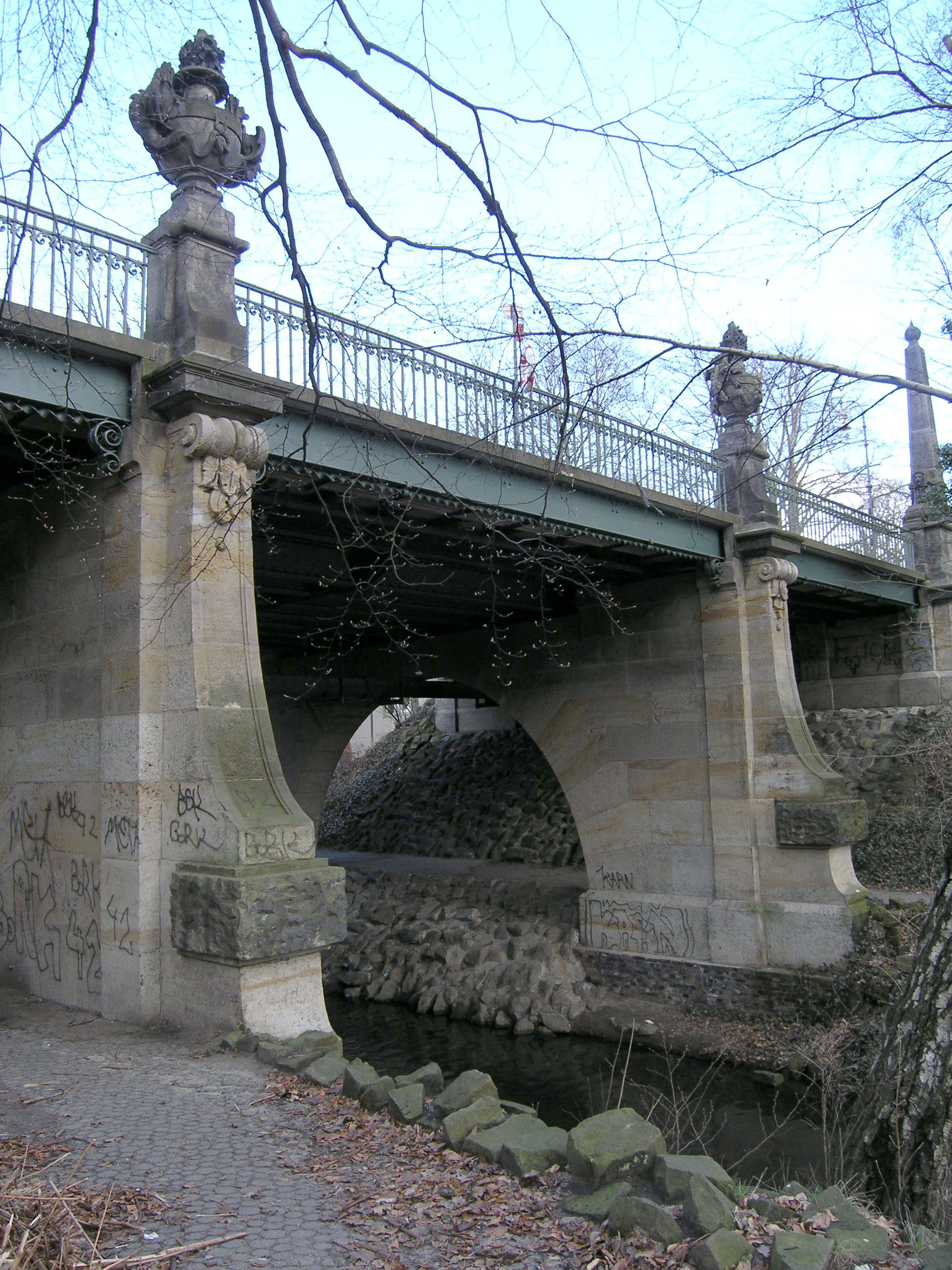
Bismarckbrücke, 2006